# Liberty Ciccone
Liberty Ciccone is een personage uit de Amerikaanse soap As the World Turns. Haar rol werd in de VS van 24 april 2008 tot 5 maart 2010 gespeeld door Meredith Hagner en vanaf 15 maart 2010 door Sarah Wilson.

## Verhaallijn
In de serie gaat Liberty op zoek naar haar vader en vindt ze hem (Brad Snyder), wordt ze verliefd op Parker Snyder en trouwt ze zelfs met hem en overwint ze leukemie.

## Familie
- Janet Ciccone (moeder)
- Brad Snyder (vader)
- Teri Ciccone (tante)
- Rocco Ciccone (opa)
- Jack Snyder (oom)

## Relaties
- Parker Snyder